# Gebelim e Soeima
Gebelim e Soeima (oficialmente: União das Freguesias de Gebelim e Soeima) é uma freguesia portuguesa do município de Alfândega da Fé, com 30,6 km² de área e 299 habitantes (censo de 2021). A sua densidade populacional é 9,8 hab./km².

## História
Foi constituída em 2013, no âmbito de uma reforma administrativa nacional, pela agregação das antigas freguesias de Gebelim e Soeima com sede em Gebelim.

## Demografia
A população registada nos censos foi:
| Distribuição da População por Grupos Etários | Distribuição da População por Grupos Etários | Distribuição da População por Grupos Etários | Distribuição da População por Grupos Etários | Distribuição da População por Grupos Etários | Distribuição da População por Grupos Etários |
| -------------------------------------------- | -------------------------------------------- | -------------------------------------------- | -------------------------------------------- | -------------------------------------------- | -------------------------------------------- |
| Antes da agregação                           |                                              |                                              |                                              |                                              |                                              |
| Ano                                          | 0-14 anos                                    | 15-24 anos                                   | 25-64 anos                                   | >= 65 anos                                   | Total                                        |
| 2001                                         | 57                                           | 61                                           | 210                                          | 111                                          | 439                                          |
| 2011                                         | 21                                           | 41                                           | 159                                          | 111                                          | 332                                          |
| Após a agregação                             |                                              |                                              |                                              |                                              |                                              |
| Ano                                          | 0-14 anos                                    | 15-24 anos                                   | 25-64 anos                                   | >= 65 anos                                   | Total                                        |
| 2021                                         | 17                                           | 18                                           | 142                                          | 122                                          | 299                                          |